# Herb Wąwolnicy
Herb Wąwolnicy – symbol miasta i gminy Wąwolnica.

## Wygląd i symbolika
Herb przedstawia na tarczy w polu czerwonym postać św. Jerzego w złotej zbroi, siedzącego na białym koniu i zabijającego smoka. Jest to historyczny symbol Wąwolnicy.